# Инфант Альваро, герцог Галлиера
Альваро Антонио Фернандо Карлос Фелипе де Орлеан и Саксен-Кобург-Гота (20 апреля 1910 года, Кобург — 22 августа 1997 года, Монте-Карло) — испанский инфант и французский принц, 6-й герцог Галлиера (14 июля 1937 — 22 августа 1997).

## История
Родился в Кобурге, столице герцогства Саксен-Кобург-Гота, Германская империя. Старший сын инфанта Альфонсо де Орлеана и де Бурбона, герцога Галлиера (1886—1975), и принцессы Беатрисы Саксен-Кобург-Готской (1884—1966). Внук по отцовской линии инфанта Антонио, герцога Галлиера (1866—1930) и инфанты Эулалии Испанской (1864—1958), а по материнской линии — Альфреда, герцога Саксен-Кобург-Готского (1844—1900) и великой княгини Марии Александровны Романовой (1853—1920).
14 июля 1937 года 27-летний Альваро унаследовал от своего отца титул 6-го герцога Галлиера в Итальянском королевстве.
В 1946 году после провозглашения Италии республикой Альваро де Орлеан и Сексен-Кобург-Гота лишился герцогского титула и стал титулярным герцогом Галлиера.
22 августа 1997 года 87-летний Альваро де Орлеан и Сексен-Кобург-Гота скончался в Монте-Карло, пережив двух своих младших братьев и став последним из живущих детей инфанта Альфонсо и принцессы Беатрисы, а также последним живущим внуком принца Альфреда Саксен-Кобург-Гота и великой княгини Марии Александровны.
Поскольку его старший сын Алонсо (1941—1975) скончался в 1975 году в возрасте 35 лет, его внук Альфонсо (род. 1968), унаследовал после его смерти титул 7-го герцога Галлиера.

## Брак и семья
10 июля 1937 года в Риме принц Альваро женился на Карле Пароди-Дельфино (13 декабря 1909, Милан — 27 июля 2000, Санлукар-де-Баррамеда), дочери Леопольдо Джироламо Пароди-Дельфино, итальянского сенатора, и Люси Хенни.
У них было четверо детей:
- Донья Жерарда де Орлеанс-Бурбон и Пароди-Дельфино (род. 25 августа 1939, Рим), 26 июля 1963 года вышла замуж за Гарри Фримена Сэйнта (род. 13 февраля 1941, Нью-Йорк), В первом браке имела двоих детей и развелась в 1977 году. В 1990 году она вторично вышла замуж за Игнасио Ромеро и Солиса, 6-го маркиза де Марчелина, от брака с которым детей не имела. Её дети с Гарри Фримена Сэйнтом:
  - Карла д’Орлеан-Бурбон и Сэйнт (род. 22 мая 1967 года, Нью-Йорк), 1-й муж с 19 сентября 1992 года — Джон Стивен Лилли (род. 20 марта 1965 года, Чикаго), Первый брак был бездетным и закончился раводом в 2001 году; 2-й муж с 23 июня 2001 года — Николас де Харо и Фернандес де Кордоба (род. 13 октября 1965, Севилья), от брака с которым у неё трое детей:
    - Николас де Харо и Сэйнт (род. 1 января 2001 года, Севилья)
    - София де Харо и Сэйнт (род. 19 мая 2004 года, Севилья)
    - Матео де Харо и Сэйнт (род. 10 мая 2007, Севилья)

  - Марк д’Орлеан-Бурбон и Сэйнт (род. 20 марта 1969), 1-й брак с 6 июля 1991 года — Дороти Софи Хорпс (род. 17 февраля 1968, Ренн). Брак был бездетным и закончился разводом в 1995 году. 22 мая 2009 года вторично женился на Ампаро Барон и Фернандес де Кордоба (род. 4 декабря 1968, Севилья), от брака с которой детей не имеет. У него был один сын от связи с Терезой Кампогна:
    - Кристофер Сэйнт-Кампогна (род. 7 августа 1990)
- Дон Алонсо де Орлеан-Бурбон и Пароди-Дельфино (23 августа 1941, Рим — 6 сентября 1975, Хьюстон) . 12 января 1966 года в Неаполе женился на Донне Эмилии Ферраре Пиньятелли, принцессе ди Стронголи (6 апреля 1940, Неаполь — 22 декабря 1999, Неаполь), от брака с которой у него была два сына:
  - Дон Альфонсо де Орлеан-Бурбон и Феррара-Пиньятелли, 7-й герцог Галлиера (род. 2 января 1968, Санта-Крус-де-Тенерифе, Канарские острова). 28 марта 1994 года женился на Веронике Гоэдерс (род. 16 ноября 1970), дочери Жана-Мари Гоэдерса и Анн-Марии Грожан. Они прожили семь лет в браке и развелись в 2001 году. У них есть один сын:
    - Дон Алонсо Хуан де Орлеан-Бурбон и Гоэдерс (род. 15 июля 1994, Париж)

  - Дон Альваро де Орлеан-Бурбон и Феррара-Пиньятелли (род. 4 октября 1969, Санта-Крус-де-Тенерифе, Канарские острова), женат с 6 апреля 2007 года на Алисе Акосте и имеет одного сына:
    - Дон Айден де Орлеан-Бурбон и Акоста (род. 2009)
- Донья Беатрис де Орлеан-Бурбон и Пароди-Дельфино (род. 27 апреля 1943, Севилья), 25 апреля 1964 года в Риме вышла замуж за Томмазо деи Конти Фарини (род. 16 сентября 1938, Турин). В браке имеет двух детей:
  - Джерардо Альфонсо деи Конти-Фарини (род. 23 ноября 1967, Болонья), женат с 2007 года на Делии Миттемперхер, от брака с которой у него две дочери:
    - Луиза Фарини
    - Алессандра Фарини

  - Елена Джиоя деи Конти Фарини (род. 27 октября 1969, Рим). 19 июня 1999 года в Санлукар-де-Баррамеда вышла замуж за Хоакина де Харо и Фернандеса де Кордова (род. 23 июня 1971, Севилья), от брака с которым у неё двое детей:
    - Клаудия де Харо и Фарини (род. 28 декабря 2000, Мадрид)
    - Томас де Харо и Фарини (род. 12 сентября 2003, Мадрид)
- Альваро-Хайме де Орлеан-Бурбон и Пароди-Дельфино (род. 1 марта 1947, Рим). 24 мая 1974 года первым браком женился на Джованне Сан-Мартино-д’Альи деи Марчези ди Сан-Джермано (род. 10 апреля 1945, Кампильоне), племяннице бельгийской королевы Паолы Руффо ди Калабриа. После развода с первой женой 28 декабря 2007 года вторично женился на Антонелле Рендине (род. 1969), от брака с которой у него одна дочь. У него есть трое детей от первой жены:
  - Пилар де Орлеан-Бурбон и Сан-Мартино-д’Альи (род. 27 мая 1975, Рим), муж с 2006 года Николас Хендерсон-Стюарт (род. 1974), от которого у неё шесть детей:
    - Феликс Хендерсон-Стюарт (род. 2007)
    - Луис Хендерсон-Стюарт (род. 2008)
    - Дарья Хенджерсон-Стюарт (род. 2009, Брюссель)
    - Ксения Хендерсон-Стюарт (род. 2011, Брюссель)
    - Джеймс Хендерсон-Стюарт (род. 2012)
    - Педро Хендерсон-Стюарт (род. 2014)

  - Андрес де Орлеан-Бурбон и Сан-Мартино-д’Альи (род. 7 июля 1976, Рим). 30 января 2009 года в Лондоне женился на Анне-Лоре ван Экстер, от брака с которой у него двое детей:
    - Инес де Орлеан-Бурбон и ван Экстер (род. 30 января 2010, Лондон)
    - Евгения де Орлеан-Бурбон и ван Экстер (род. 7 марта 2011, Лондон)

  - Алоис де Орлеан-Бурбон и Сан-Мартино-д’Альи (род. 24 марта 1979, Рим). 28 июня 2008 года в Асти (Италия) женился на Гуадалупе Солис Джабон (род. 17 февраля 1978, Сьюдад-Реаль), от брака с которой у него один сын:
    - Алонсо де Орлеан и Солис (род. 23 марта 2010, Мадрид)

У Альваро-Хайме также есть одна дочь от второго брака с Антонеллой Рендиной:
- Эулалия де Орлеан-Бурбон (род. 2006), её крестным отцом является бывший король Испании Хуан Карлос I.